# جاي كرايغ روبي
جاي كرايغ روبي (بالإنجليزية: J. Craig Ruby)‏ هو مدرب كرة سلة أمريكي، ولد في 30 مايو 1896 في ستوكبورت، آيوا في الولايات المتحدة، وتوفي في 9 سبتمبر 1980 في مقاطعة جونسون في الولايات المتحدة.

## روابط خارجية
- جاي كرايغ روبي على موقع كلية كرة السلة في سبورتس رفرنس.كوم (الإنجليزية)